# Rajd Arsenał
Rajd Arsenał – ogólnopolski rajd harcerski organizowany przez Hufiec ZHP Warszawa-Mokotów. 
Rajd upamiętnia akcję odbicia Jana Bytnara („Rudego”) z rąk Gestapo 26 marca 1943 w akcji pod Arsenałem. Obok tematyki historycznej porusza ważne i aktualne problemy społeczne. Pierwszy Rajd Arsenał odbył się w 1971 roku i był przeznaczony dla środowisk mokotowskich. Od 1974 roku na rajd zapraszane były drużyny związane z Szarymi Szeregami spoza hufca, ale z macierzystej Chorągwi Stołecznej. Od 1976 roku rajd zaczął mieć charakter imprezy ogólnopolskiej.

## Kalendarium

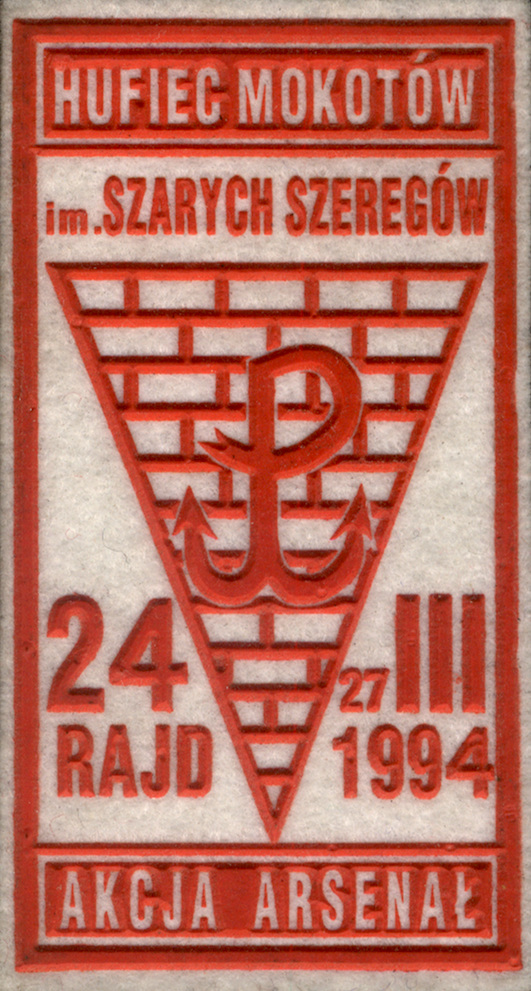
Plakietka Rajdowa

Hasła oraz komendanci kolejnych Rajdów Arsenał:
- 1971 r. – 1. Rajd – Trasami miejsc pamięci Szarych Szeregów – hm. Jerzy Kazimierczuk;
- 1972 r. – 2. Rajd – Szukamy przyjaciół wśród Braci Szarych Szeregów – hm. Jerzy Kazimierczuk;
- 1973 r. – 3. Rajd – Poznajemy historię Szarych Szeregów – hm. Jerzy Kazimierczuk;
- 1974 r. – 4. Rajd – Dziś dobra nauka, jutro solidna praca – hm. PL Jerzy Kazimierczuk;
- 1975 r. – 5. Rajd – Bohater jako pomoc w pracy w drużynie – hm. PL Jerzy Kazimierczuk;
- 1976 r. – 6. Rajd – Szukamy śladów miejsc związanych z działalnością harcerzy w II wojnie światowej – hm. PL Jerzy Kazimierczuk;
- 1977 r. – 7. Rajd – Ofiarne walki młodzieży Warszawy – hm. Wiesław Paluszyński; od lutego hm. PL Jerzy Kazimierczuk;
- 1978 r. – 8. Rajd – Naszą sprawą jest ojczyzna – hm. Lidia Lewicka;
- 1979 r. – 9. Rajd – Harcerstwo w służbie dziecku – hm. PL Jerzy Kazimierczuk;
- 1980 r. – 10. Rajd –  Naród, który myśli o przyszłości, musi znać i szanować przeszłość – phm. Andrzej Boguszewski;
- 1981 r. – 11. Rajd –  Harcerstwo w służbie seniorom – hm. Lidia Lewicka;
- 1982 r. – 12. Rajd –  Braterstwo i służba – hm. PL Jerzy Kazimierczuk;
- 1983 r. – 13. Rajd – Naród, który myśli o przyszłości, musi znać i szanować przeszłość – hm. PL Jadwiga Rynkiewicz;
- 1984 r. – 14. Rajd –  Przeszłość zachowana w pamięci staje się częścią teraźniejszości – hm. PL Jadwiga Rynkiewicz;
- 1985 r. – 15. Rajd –  Pamięć ofiary niedaremnej – hm. Jan Orgelbrand;
- 1986 r. – 16. Rajd –  Czuwamy i potrafimy pójść zawsze Waszymi śladami – phm. Andrzej Skubis;
- 1987 r. – 17. Rajd –  Harcerstwo będzie takie, jakim będą nasi instruktorzy, uwierzcie więc w siebie i swoje siły – phm. Jarosław Klejnocki;
- 1988 r. – 18. Rajd – Bohaterstwo codziennego życia jest tak samo wspaniałe, jak bohaterstwo walki – phm. Robert Dzięciołowicz;
- 1989 r. – 19. Rajd – Tylko ludzie z charakterem mogą zbudować lepszy świat – phm. Andrzej Skubis;
- 1990 r. – 20. Rajd – Braterstwo i Służba – phm. Wojciech Szymczak;
- 1991 r. – 21. Rajd – Kim jesteśmy? – phm. Grzegorz Galewski;
- 1992 r. – 22. Rajd – Co ryby lubią najbardziej? – hm. Sławomir Boguszewski;
- 1993 r. – 23. Rajd – Z Nimi w nasze pojutrze – hm. Sławomir Szczepanik;
- 1994 r. – 24. Rajd – Bohater – drogowskazem przyszłości – hm. Sławomir Szczepanik;
- 1995 r. – 25. Rajd – Być Polakiem – phm. Rafał Szarecki;
- 1996 r. – 26. Rajd – Sadźmy róże – hm. Sławomir Szczepanik;
- 1997 r. – 27. Rajd – Kiedy myślę Ojczyzna – phm. Marcin Wysmułek;
- 1998 r. – 28. Rajd – Raduj się Polsko – dziś, jutro, pojutrze – phm. Joanna Bielicka;
- 1999 r. – 29. Rajd – Drogowskazy – hm. Andrzej Starski;
- 2000 r. – 30. Rajd – Autorytety – phm. Jarosław Różycki;
- 2001 r. – 31. Rajd – Epoka – phm. Jarosław Różycki;
- 2002 r. – 32. Rajd – Zmienić świat – phm. Piotr Krzemień;
- 2003 r. – 33. Rajd – Wielka Gra – phm. Jarosław Różycki;
- 2004 r. – 34. Rajd – Cieszyć się Polską – hm. Paula Sambierska;
- 2005 r. – 35. Rajd – Daję słowo – hm. Dorota Całka;
- 2006 r. – 36. Rajd – Czas bohaterów – phm. Izabela Dembicka – Starska (d. Dembicka);
- 2007 r. – 37. Rajd – Różni w działaniu – phm. Izabela Dembicka – Starska (d. Dembicka);
- 2008 r. – 38. Rajd – Korzenie – phm. Patrycja Piekut;
- 2009 r. – 39. Rajd – Orientuj się – hm. Janina Zaczek-Peplińska;
- 2010 r. – 40. Rajd – Efekt – hm. Joanna Nurek;
- 2011 r. – 41. Rajd – Bezimienni – phm. Adam Olbrycht;
- 2012 r. – 42. Rajd – Pod prąd – hm. Paula Sambierska;
- 2013 r. – 43. Rajd – Arsenał 2.0 – hm. Marcin Adamski;
- 2014 r. – 44. Rajd – Pocztówka z Warszawy – phm. Patrycja Adamska (d. Piekut);
- 2015 r. – 45. Rajd – Kto ty jesteś? – phm. Anna Ziętek;
- 2016 r. – 46. Rajd – Widzieć Więcej – phm. Dorota Nurek;
- 2017 r. – 47. Rajd – Podaj Dalej! – hm. Michał Michałowski;
- 2018 r. – 48. Rajd – Wymarzone Pojutrze – hm. Natalia Gorgol;
- 2019 r. – 49. Rajd – Tędy Droga! – phm. Paulina Stypułkowska;
- 2021 r. – 50. Rajd – Widzę-mogę-działam! – phm. Igor Sawicki (przełożony z 2020 z powodu epidemii COVID-19);
- 2022 r. – 51. Rajd – Potrzebni – phm. Alicja Chmielewska;
- 2023 r. – 52. Rajd – Jak leci? – pwd. Maja Jeśmanowicz[1];
- 2024 r. – 53. Rajd – Wpływ – phm. Maria Wieczorek[2]